# Hakea pulvinifera
Hakea pulvinifera är en tvåhjärtbladig växtart som beskrevs av Lawrence Alexander Sidney Johnson. Hakea pulvinifera ingår i släktet Hakea och familjen Proteaceae. Inga underarter finns listade i Catalogue of Life.